# Mohammed Belal El-Mogaddedi
Mohammed Belal El-Mogaddedi ist eine deutsche zeitgenössische Persönlichkeit des Islams in Deutschland und in Europa mit einem afghanischen Hintergrund. Er ist der Vorsitzende der Deutschen Muslim-Liga (DML). Er ist Vizepräsident des European Muslim Network.
Eigenen Aussagen zufolge ist er seit über 20 Jahren in der internationalen Entwicklungshilfe mit Schwerpunkt Afghanistan, aber auch Kosovo, Tschetschenien, Eritrea und Jemen tätig und arbeitet als freier Mitarbeiter für Hilfsprojekte, die mit Afghanistan zu tun haben.
Er war einer der Unterzeichner der Botschaft aus Amman (Amman Message).